# Tonlös dental frikativa
En tonlös dental frikativa eller ett tonlöst läspljud är ett konsonant språkljud. Det tecknas i IPA som [θ] (ett theta).
Unicode‐kodpunkten är U+03B8, GREEK SMALL LETTER THETA.

## Egenskaper
Egenskaper hos den tonlösa dentala frikativan:
- Den är pulmonisk-egressiv, vilket betyder att den uttalas genom att lungorna trycker ut luft genom talapparaten.
- Den är tonlös, vilket betyder att stämläpparna är slappa under uttalet och inte genererar en ton.
- Den är dental, vilket betyder att den uttalas genom att tungan eller tungspetsen trycks mot överkäkens framtänder.
- Den är frikativ, vilket betyder att luftflödet går genom en förträngning i talapparaten.

## Användning i språk
Den tonlösa dentala frikativan återfinns i flera språk.
På engelska, walesiska, albanska och swahili skrivs den som th. På grekiska skrivs den med θ och på isländska med þ. På arabiska skrivs den med ﺙ.
På spanska uttalas z samt c framför e och i dialektalt som en tonlös dental frikativa.